# Comité international olympique
Pour les articles homonymes, voir CIO et IOC.

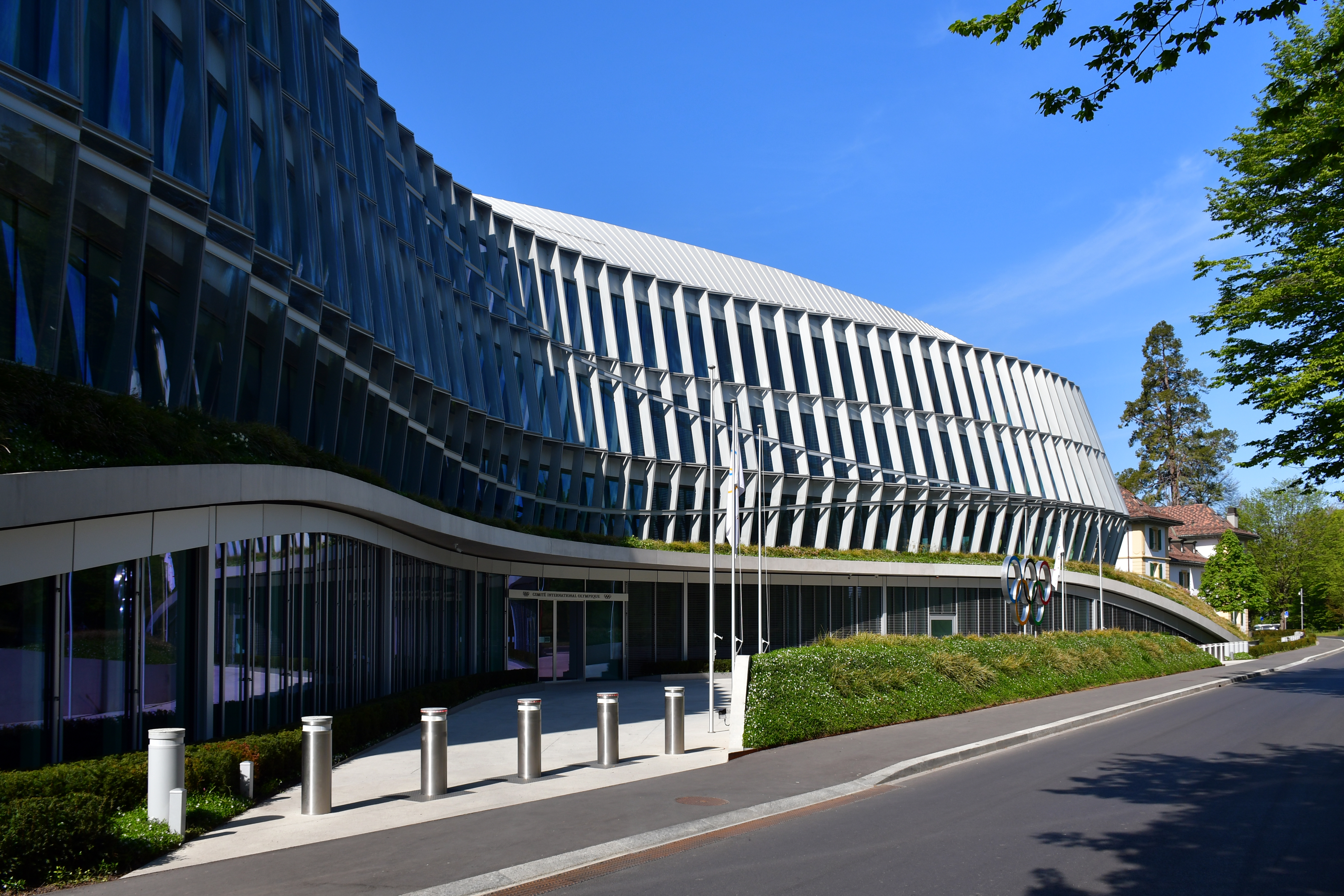
Siège du CIO à Lausanne en Suisse.

Le Comité international olympique (en abrégé CIO ; en anglais International Olympic Committee, IOC) est une organisation créée par Pierre de Coubertin en 1894 pour réinstaurer les Jeux olympiques antiques puis organiser cet événement sportif tous les quatre ans, puis en alternant tous les deux ans à partir de 1994, Jeux olympiques d'été et Jeux olympiques d'hiver.
Depuis le 17 septembre 1981, c'est une organisation internationale non gouvernementale dite à but non lucratif, dont le siège est à Lausanne selon la Charte olympique. Cette association est dotée de la personnalité juridique à durée illimitée et son statut est reconnu par la Confédération suisse par arrêté du Conseil fédéral du 17 septembre 1981. À partir du 10 septembre 2013, le président du CIO est Thomas Bach. Il est réélu le 10 mars 2021 pour un second et dernier mandat de quatre ans. 127 ans après la fondation de l'institution et l'adoption de la devise proposée par Henri Didon, celle-ci est modifiée lors de la 138e session du CIO : elle devient « Plus vite, Plus haut, Plus fort - Ensemble ».
Le 20 mars 2025, Kirsty Coventry est élue présidente du Comité international olympique (CIO), devenant la première femme et la première personne africaine à occuper ce poste. Ancienne ministre des Sports du Zimbabwe et multiple médaillée olympique, elle succède à Thomas Bach pour un mandat de huit ans. Son élection intervient dans un contexte où elle devra gérer des enjeux majeurs, notamment l’organisation des Jeux olympiques de Los Angeles en 2028 et la sélection du pays hôte pour les Jeux de 2036.

## Histoire

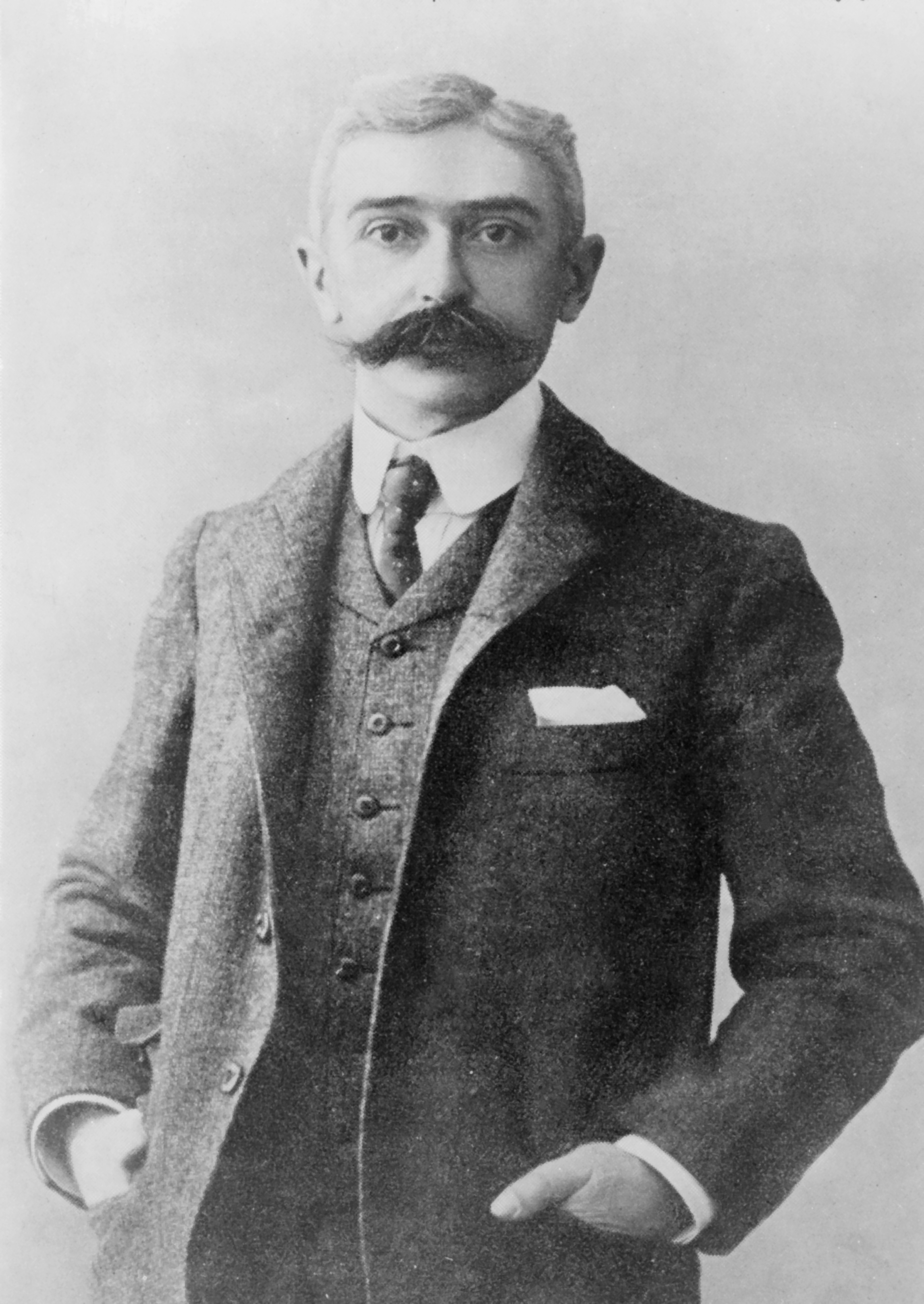
Le baron Pierre de Coubertin.

À Paris, le 23 juin 1894, en clôture du premier congrès olympique, le baron Pierre de Coubertin fonde le Comité international olympique afin de faire revivre les anciens Jeux olympiques après une absence de plus de 1500 ans. Il veut ainsi contribuer à bâtir un monde pacifique au moyen du sport en promouvant la communication, le fair-play et l'entente entre les peuples. Le CIO est une organisation dont le but est de localiser l'administration et l'autorité pour les jeux, ainsi que de fournir une seule entité légale qui détient tous les droits et les marques. Par exemple le logo olympique, le drapeau, la devise et l'hymne olympique sont tous administrés et possédés par le CIO. Le président du Comité olympique représente le CIO dans son ensemble, et les membres du CIO le représentent dans leurs pays respectifs.
N'étant pas indépendant financièrement, le CIO s'engage contre la politisation du sport. Cependant, en février 2022 à la suite de l'invasion de l'Ukraine par la Russie. Il s'élève en effet contre la violation de la trêve olympique et demande aux fédérations sportives internationales d'exclure les athlètes et officiels russes et biélorusses de la totalité de leurs compétitions.

## Texte fondateur

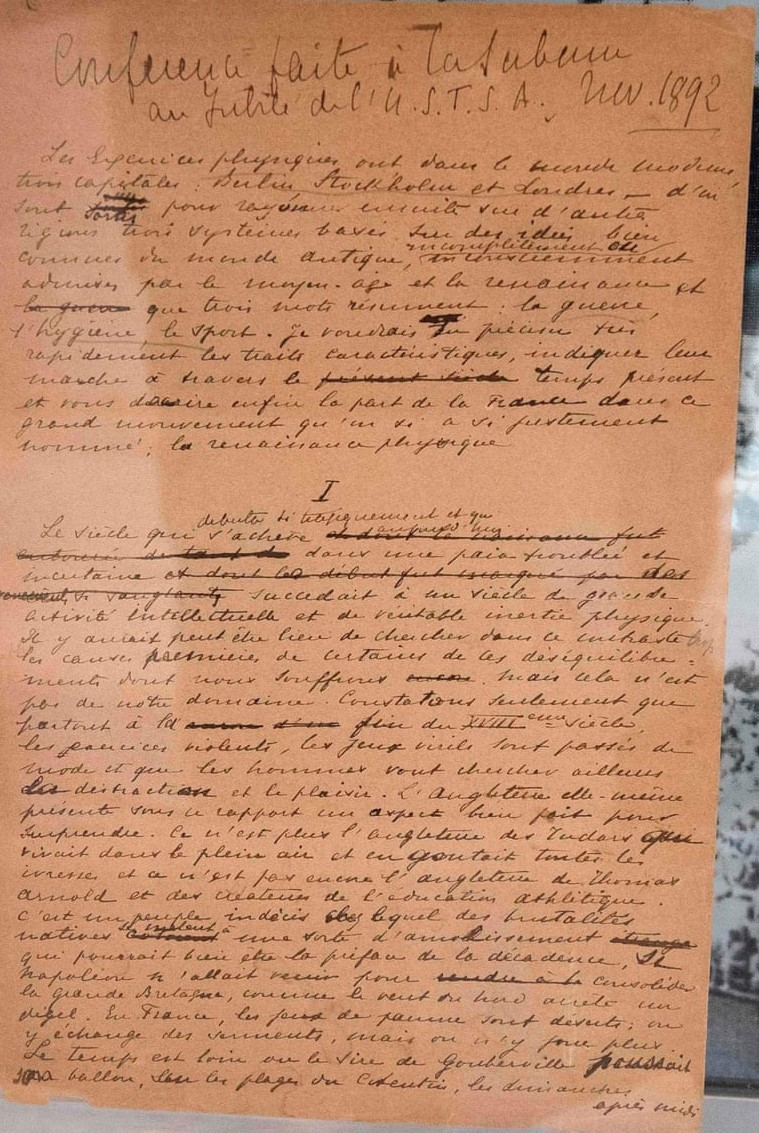
Manuscrit du projet de Jeux olympiques modernes de Pierre de Coubertin (discours du 25 novembre 1892).

Le manuscrit original du manifeste, texte fondateur et ayant servi au discours de Pierre de Coubertin du 25 novembre 1892, avait été vendu aux enchères chez Sotheby's à New York, le 18 décembre 2019. Il avait été acquis par le milliardaire russe Alicher Ousmanov pour un montant record de 8,8 millions de dollars. Le 10 février 2020, le Comité international olympique a annoncé que l'acquéreur lui a offert le manuscrit, tout en souhaitant que celui-ci soit exposé au musée olympique de Lausanne.

## Fonctionnement
Le CIO est composé de 115 membres qui se réunissent au moins une fois par an, et élisent un président pour une durée de 8 ans. Les membres sont tous des personnes physiques. Le CIO comprend notamment parmi ses membres des athlètes actifs, d'anciens athlètes ainsi que des présidents ou dirigeants au plus haut niveau de fédérations internationales de sport, d'organisations internationales reconnues par le CIO. Le CIO recrute et élit ses membres parmi les personnalités qu'il juge qualifiées. Les moyens financiers proviennent d'une part des droits de retransmission télévisée et d'autre part des partenariats avec des sociétés multinationales. La présidence de Juan Antonio Samaranch (1980 à 2001) a vu une explosion des droits télévisés et de parrainage des Jeux. En décembre 1998, éclate le scandale de corruption qui a entouré la désignation de Salt Lake City comme ville organisatrice des Jeux olympiques d'hiver de 2002.
Le CIO, autorité suprême du mouvement olympique, désigne lors de sa session annuelle les villes hôtes pour les Jeux olympiques d'été comme d'hiver. L'élection de la ville hôte requiert la majorité absolue des suffrages exprimés. Si, à un tour donné, aucune ville n'obtient la majorité absolue des suffrages exprimés, un nouveau tour est effectué en éliminant la ville ayant reçu le moins de voix. Lors du dernier tour s'il y a lieu, les deux finalistes sont convoqués pour assister au résultat final du vote. Le vote est secret et n'ont pas le droit de vote les membres du CIO ayant la même nationalité qu'une ville encore en lice. Le CIO se réunit également en congrès exceptionnels.
Chargé d'organiser les Jeux olympiques, il en délègue l'organisation matérielle à un comité local d'organisation des jeux olympiques (COJO) et l'organisation technique des épreuves retenues au programme de chaque olympiade aux fédérations internationales compétentes. Il gère les Jeux olympiques d'été depuis 1896, ceux d'hiver depuis 1924 et depuis 2010 les Jeux olympiques de la jeunesse organisés pour la première fois à Singapour. Ses membres sont également impliqués dans l'organisation des Jeux régionaux ou continentaux, reconnus par le CIO et gérés par des comités olympiques ad hoc : jeux asiatiques, jeux africains, jeux panaméricains, jeux méditerranéens, jeux du Pacifique ou encore les jeux européens.
Depuis 2001, le CIO dispose du Service olympique de radiotélévision (Olympic Broadcasting Service), une agence capable de retransmettre les épreuves sans forcément passer par un diffuseur partenaire. Son siège est situé à Madrid. Pour les Jeux olympiques de 2020, le CIO souhaite prolonger le mouvement en créant une chaîne olympique (qui sera plus un catalogue de contenus à la demande).

## Siège social

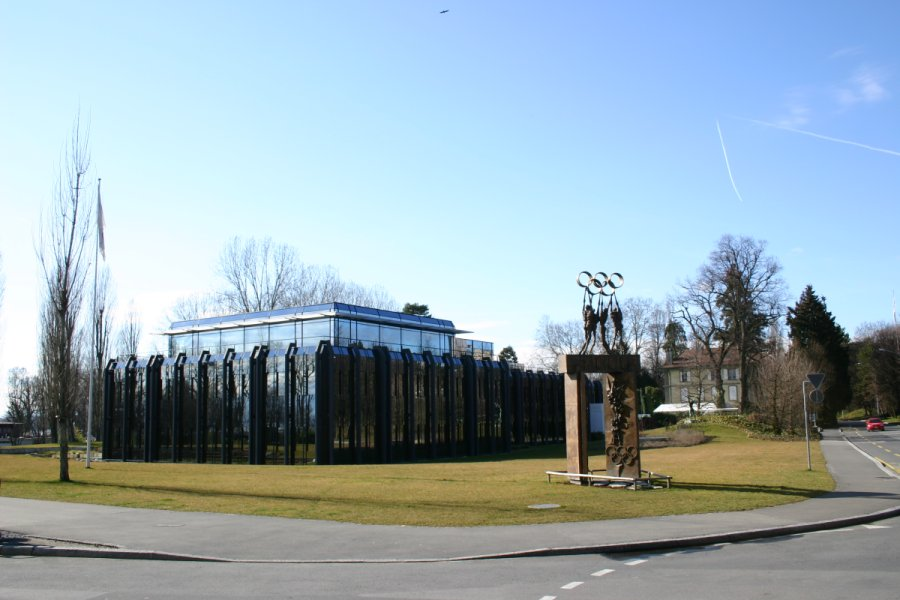
Ancien siège du CIO à Lausanne dans le domaine du château de Vidy.

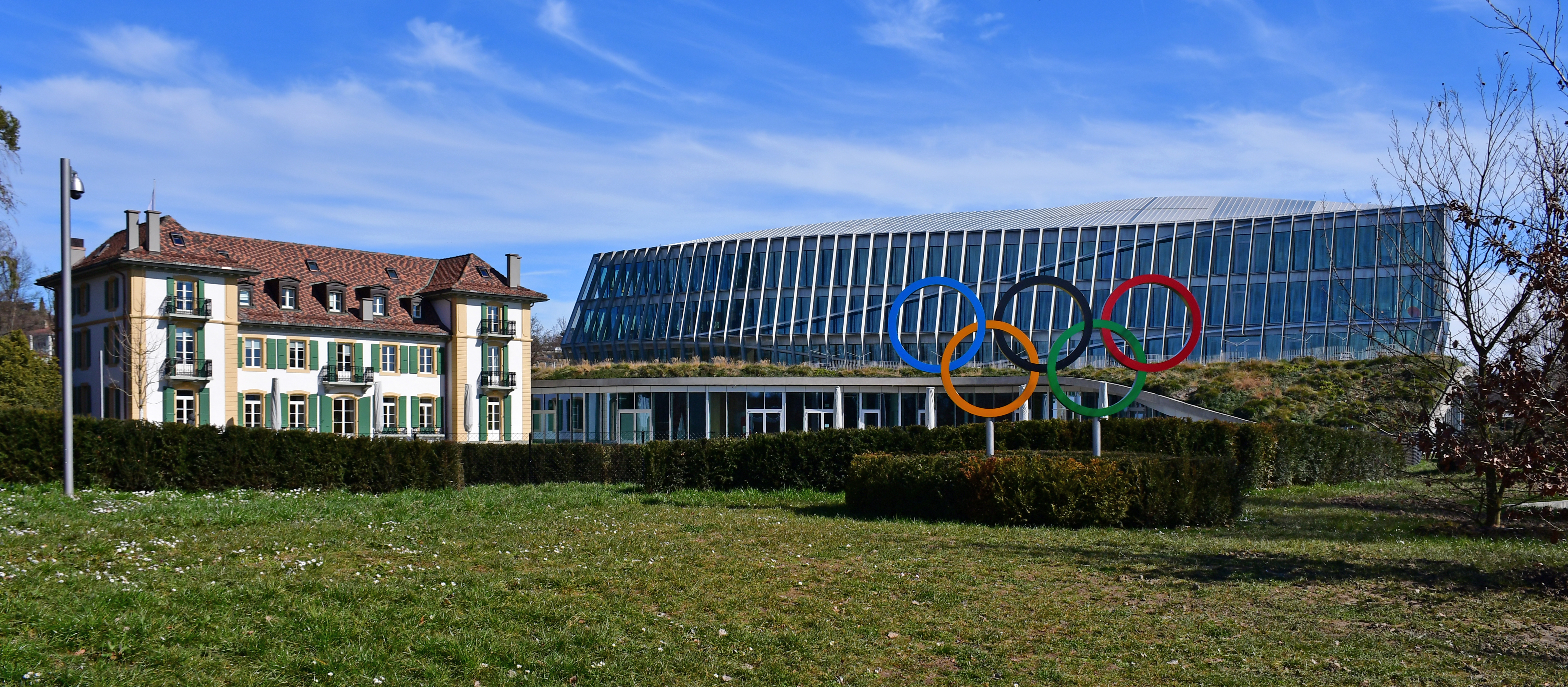
Le nouveau siège du CIO à Lausanne : vue générale.

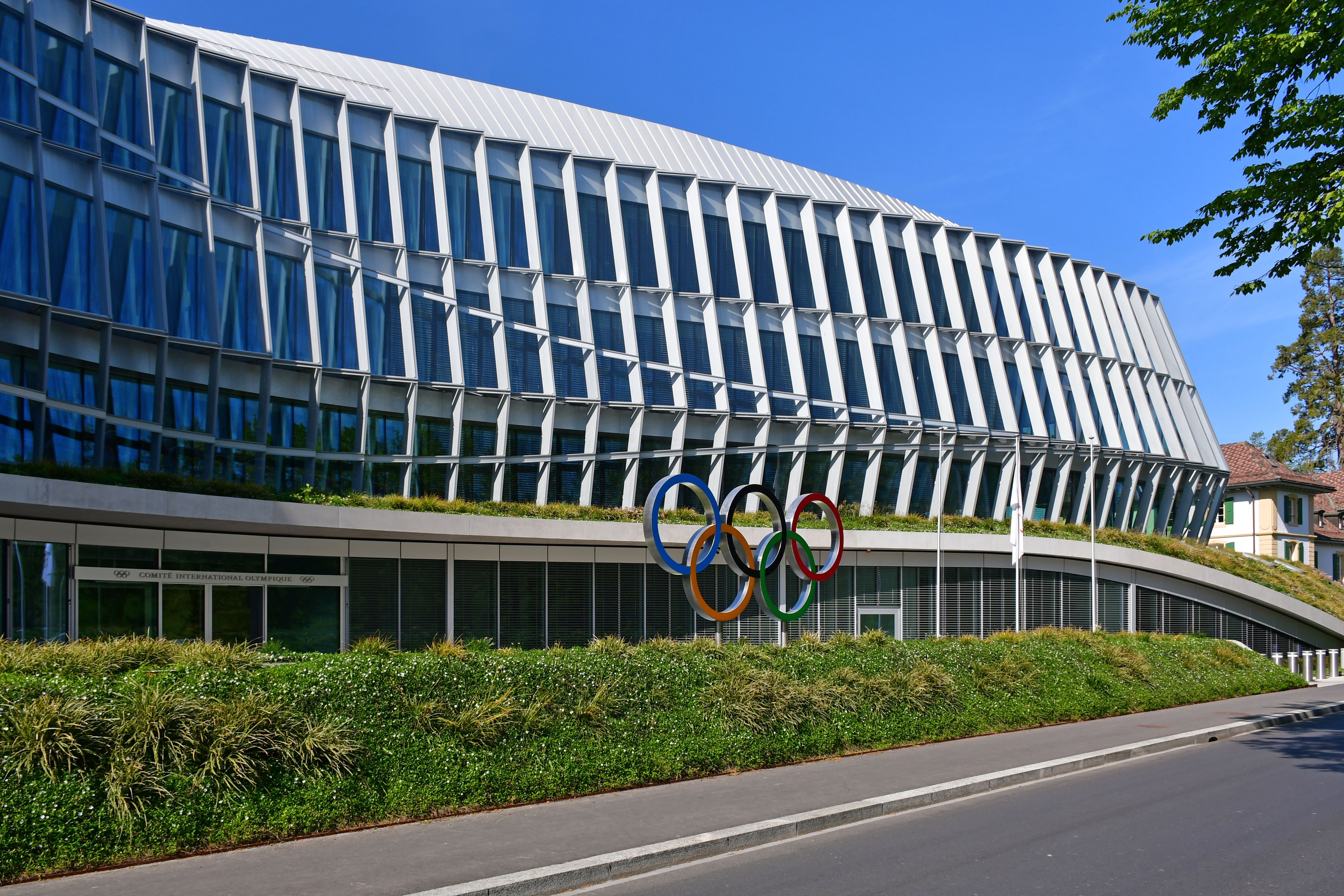
Le nouveau siège du CIO à Lausanne.

Depuis sa création en 1894 jusqu'au 10 avril 1915, le siège du CIO est à Paris. À cette date, Coubertin décide de le mettre à l'abri des hostilités en le relocalisant à Lausanne, en Suisse. Le CIO s'installe d'abord au casino de Montbenon puis à la villa Mon-Repos en 1922 et depuis 1968, son siège principal est situé dans le domaine du château de Vidy sur les rives du Léman. En 1986, le CIO inaugure la Maison olympique. Pour la première fois de son histoire, celui-ci possède un bâtiment qui centralise l'essentiel de ses activités dans le monde. Le musée olympique, fondé sous l'impulsion de Juan Antonio Samaranch, est inauguré le 23 juin 1993 au bord du Léman sur le quai d'Ouchy. Deuxième musée le plus visité de Suisse, il reçoit le prix du musée européen de l'année en 1995.

## Symboles olympiques
Coubertin veut faire de l'Olympisme une véritable religion laïque. Aussi celui-ci n'échappe-t-il pas à une véritable liturgie marquée par des symboles forts qui se sont établis au fil des Jeux et qui sont actuellement des marques protégées contre tout usage illicite. Sont successivement apparus : la devise olympique, le credo olympique, les anneaux olympiques, le serment olympique, la flamme olympique, le relais olympique et l'hymne olympique.

### Devise olympique

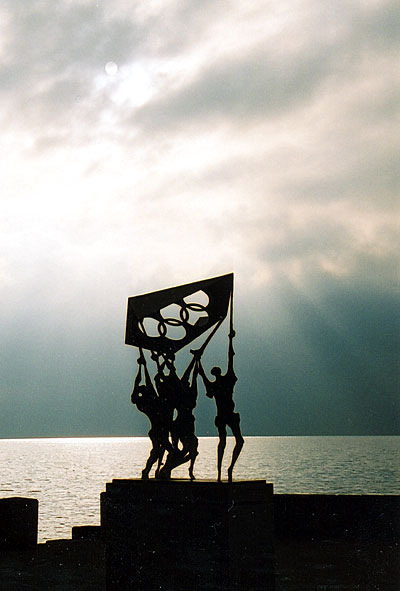
Le drapeau et les anneaux au musée olympique de Lausanne. À l'arrière-plan, le Léman.

Citius-Altius-Fortius : expression latine signifiant plus vite, plus haut, plus fort. Coubertin l'emprunte au père Henri Didon qui utilise la formule Citius-Fortius-Altius — exprimée pour la première fois le 7 mars 1891 — pour décrire le parcours éducatif du collège Albert-le-Grand, à Arcueil, dont il est recteur : plus vite (athlétiquement), plus fort (intellectuellement et mentalement), plus haut (spirituellement). Cette expression latine est gravée dans la pierre au-dessus de l'entrée principale de l'établissement et reproduite sous cette forme au frontispice des premières Revue olympique avant de prendre sa forme actuelle.

### Credo olympique
« Le plus important aux Jeux olympiques n'est pas de gagner mais de participer, car l'important dans la vie ce n'est point le triomphe mais le combat ; l'essentiel, ce n'est pas d'avoir vaincu mais de s'être bien battu ». Il s'agit de la forme actuelle du credo tel qu'il apparaît sur le panneau d'affichage à la cérémonie d'ouverture des Jeux olympiques. Pierre de Coubertin a repris puis adopté ce credo après avoir entendu le sermon de l'évêque de Pennsylvanie, Ethelbert Talbot (en), prononcé à la cathédrale Saint-Paul le 19 juillet 1908, au cours des Jeux de la IVe Olympiade à Londres. Les paroles exactes de Talbot sont : « L'important dans ces Olympiades n'est pas tant d'y gagner que d'y prendre part ».

### Anneaux olympiques

Drapeau olympique

Conçu par Pierre de Coubertin lui-même en 1913, le drapeau olympique est présenté officiellement en juin 1914 au congrès de Paris. Mais du fait de la Grande Guerre, il ne flotte pour la première fois qu'aux Jeux d'Anvers en 1920. Les 5 anneaux entrelacés représentent les cinq continents réunis par l'olympisme et les six couleurs (en comptant le blanc du fond) rappellent les drapeaux de toutes les nations car au moins une d'elles se retrouve dans celui de celles présentes à la création des Jeux en 1896. Ce symbole est donc celui de l'universalité de l'esprit olympique. Depuis, une opinion courante mais démentie par le CIO, associe un continent à chaque couleur des anneaux (le bleu représentant l'Europe, le noir l'Afrique, le jaune l'Asie, le vert l'Océanie et le rouge l'Amérique).

### Serment olympique
« Au nom de tous les concurrents, je promets que nous prendrons part à ces Jeux olympiques en respectant et suivant les règles qui les régissent, dans un esprit de sportivité, pour la gloire du sport et l'honneur de nos équipes ». Écrit par Coubertin, ce serment est prononcé par un athlète du pays hôte tenant le pan du drapeau olympique de sa main gauche. C'est en 1920 à Anvers que l'escrimeur belge Victor Boin prononce le serment olympique pour la première fois. Depuis, un juge et un entraîneur du pays hôte prononcent également chacun un serment dont l'énoncé est légèrement différent.

### Flamme olympique
La flamme olympique est un symbole qui nous vient des Jeux olympiques de l'antiquité au cours desquels une flamme sacrée brûle en permanence sur l'autel de Zeus. La flamme est allumée pour la première fois aux Jeux de la IXe Olympiade en 1928 à Amsterdam puis à nouveau pendant les Jeux de la Xe Olympiade en 1932 à Los Angeles. La flamme est allumée — par des femmes vêtues de tuniques similaires à celles portées par les Grecs de l'antiquité — au cours d'une cérémonie dans l'antique stade olympique d'Olympie dans la région grecque du Péloponnèse. La flamme est allumée naturellement par les rayons du soleil d'Olympie, réfléchis à l'aide d'un miroir parabolique. La grande prêtresse remet ensuite le flambeau au premier relayeur.

### Relais olympique
En 1936, Carl Diem, président du comité d'organisation des Jeux de la XIe Olympiade à Berlin, propose d'allumer la flamme en ancienne Olympie et de la transporter jusqu'à Berlin via un relais du flambeau. Son idée est adoptée et la tradition se perpétue depuis lors.

### Hymne olympique
Cantate de Kostís Palamás mise en musique par Spýros Samáras en 1896, l'hymne olympique est joué pour la première fois à l'occasion de la première olympiade. Cependant, il n'est adopté comme hymne olympique officiel par le CIO qu'en 1957.

## Dirigeants olympiques

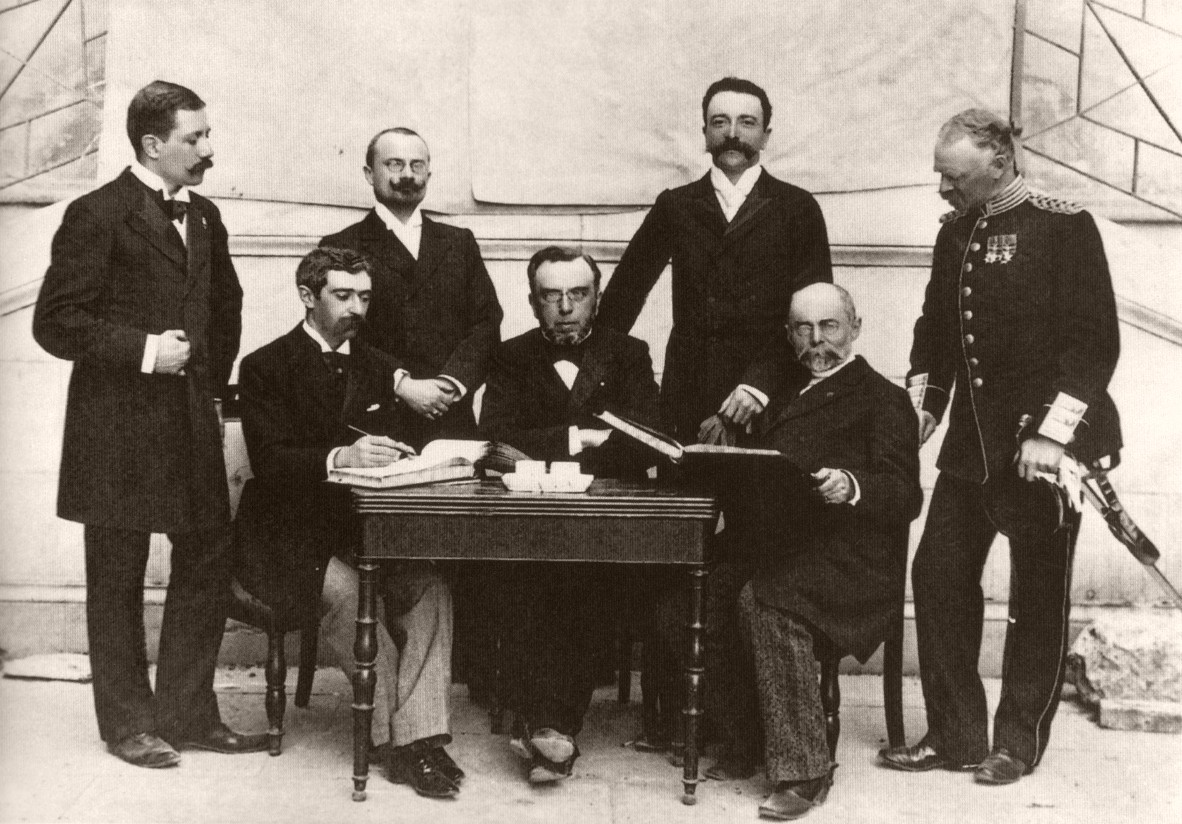
Le premier Comité international olympique, en 1896.

| Poste             | Nom                          | Pays        |
| ----------------- | ---------------------------- | ----------- |
| Présidente        | Kirsty Coventry              | Zimbabwe    |
| Vice-présidents   | John Coates                  | Australie   |
| Vice-présidents   | Ng Ser Miang                 | Singapour   |
| Vice-présidents   | Nicole Hoevertsz             | Aruba       |
| Vice-présidents   | Juan Antonio Samaranch, Jr.  | Espagne     |
| Membres exécutifs | Robin Mitchell               | Fidji       |
| Membres exécutifs | Denis Oswald                 | Suisse      |
| Membres exécutifs | Nenad Lalović                | Serbie      |
| Membres exécutifs | Ivo Ferriani                 | Italie      |
| Membres exécutifs | Prince Fayçal ben al-Hussein | Jordanie    |
| Membres exécutifs | Mikaela Cojuangco Jaworski   | Philippines |
| Membres exécutifs | Gerardo Werthein             | Argentine   |
| Membres exécutifs | Kristin Kloster              | Norvège     |
| Membres exécutifs | Emma Terho                   | Finlande    |
| Membres exécutifs | Kirsty Coventry              | Zimbabwe    |
| Directeur général | Christophe De Kepper         | Belgique    |

### Président
Le président représente le CIO et préside toutes ses activités. Il est élu par la session au scrutin secret. Autrefois illimitée, la durée du mandat présidentiel est fixée à huit ans depuis le 12 décembre 1999, renouvelable une fois pour quatre ans. L'article 20 de la Charte olympique définit le rôle du président, notamment sa fonction de représentation.
En septembre 2013, l'Allemand Thomas Bach devient le neuvième président du CIO. Après un premier mandat de huit ans, il est réélu pour un deuxième mandat de quatre ans le 10 mars 2021,,. Les salaires des principaux dirigeants sont particulièrement élevés, ainsi pour l'année 2023, Thomas Bach a touché 275 000 €.
Kirsty Coventry est la première femme de l'histoire  et la première Africaine élue présidente du CIO. Elle est élue le 20 mars 2025 et prend la suite de Thomas Bach qui reste en poste jusqu'au 23 juin 2025.  La vision de Coventry pour les Jeux olympiques met l'accent sur le fait de rendre les Jeux accessibles à tous, quel que soit leur lieu de naissance, tout en visant à utiliser le sport comme unificateur mondial. Parallèlement, le CIO se concentre sur le renforcement de sa collaboration avec les pays du BRICS, en favorisant un esprit d'unité et de coopération à travers le sport, et en encourageant l'idée des Jeux olympiques comme un véritable événement mondial.

#### Liste des présidents
- 28 juin 1894 - 10 avril 1896 :  Dimítrios Vikélas ;
- 10 avril 1896 - 28 mai 1925 :  Baron Pierre de Coubertin (remplacé par intérim de 1916 à 1919 par le baron Godefroy de Blonay) ;
- 28 mai 1925 - 6 janvier 1942 :  Comte Henri de Baillet-Latour ;
- 6 janvier 1946 - 15 août 1952 :  Sigfrid Edström ;
- 15 août 1952 - 11 septembre 1972 :  Avery Brundage ;
- 11 septembre 1972 - 3 août 1980 :  Michael Morris, baron Killanin ;
- 3 août 1980 - 16 juillet 2001 :  Marquis Juan Antonio Samaranch ;
- 16 juillet 2001 - 10 septembre 2013 :  comte Jacques Rogge ;
- 10 septembre 2013 - 23 juin 2025 :  Thomas Bach ;
- Depuis le 23 juin 2025 :  Kirsty Coventry.

### Vice-présidents
Ils sont au nombre de quatre, élus pour un mandat de quatre ans. Ils ne peuvent exercer que deux mandats consécutifs et doivent attendre ensuite deux ans pour être à nouveau éligibles.

## Controverses autour duCIO

### Opacité
Le CIO étant une organisation non gouvernementale, ses membres, choisis par cooptation par le reste du comité, ne représentent aucun des pays dont ils sont ressortissants. Ce fonctionnement atypique, souvent mal compris, est assimilé à un manque de transparence dans le fonctionnement. Sont le plus souvent visés :
- le choix des membres, ressenti comme le fait du prince ou de réseaux plus ou moins occultes. En outre le passé de quelques-uns d'entre eux n'est pas toujours des plus clairs. Certains — dont l'ancien président Avery Brundage — restent suspects de sympathies avec le régime nazi avant la guerre[31] alors que l'ancien président Juan Antonio Samaranch est assurément secrétaire des sports du régime de Franco en 1967[32] ;
- la désignation des villes olympiques par vote à bulletins secrets. Pour exemple à propos du choix du lieu des Jeux olympiques d'hiver de 2014, le chancelier autrichien, Alfred Gusenbauer, a déclaré : « Si c'est une question de pouvoir politique et de gros sous, alors Salzbourg n'avait aucune chance. Je suis persuadé que le concept que nous présentions était absolument le meilleur. » ;
- la gestion des fonds. Des critiques sont émises tant sur d'éventuelles compromissions avec les sponsors qui semblent parfois dicter le programme même des Jeux que sur l'usage qui est fait de l'argent récolté. Pour la période 2001-2004 le mouvement olympique a généré un revenu de plus de quatre milliards de dollars.

### Polémiques
Depuis Albertville en 1992, la participation des athlètes des pays tropicaux aux Jeux d'hiver semble affectée par l'instauration de minima drastiques. L'argument du CIO, « les Jeux olympiques d'hiver sont une manifestation quelque peu particulière, étant donné que, pour des raisons tout simplement climatiques et géographiques, ils ne conviennent pas à certains pays du monde, que ce soit au niveau de l'organisation ou de la participation », ne semble pas satisfaire tous les détracteurs.
Le choix de Pékin pour les Jeux olympiques d'été de 2008 et les Jeux olympiques d'hiver de 2022, qui a entraîné des expulsions massives de populations (1,5 million selon l'ONG COHRE), a été vigoureusement critiqué par les associations de défense des droits de l'homme, et entraîné dans certains pays des manifestations spectaculaires lors de leur traversée par le relais de la flamme.

### Corruption
En 2004, un reportage de la chaîne britannique BBC montre que certains membres du CIO, dont Ivan Slavkov, président du comité olympique bulgare, sont prêts à monnayer leur soutien lors de divers votes. D'autres soupçons de corruption ont été établis, notamment lors des Jeux de Salt Lake City et de Sotchi. Le CIO a pris des mesures disciplinaires dans les cas avérés.
En juillet 2019, l'ex-gouverneur de Rio, Sérgio Cabral Filho, reconnaît avoir payé des pots-de-vin à des délégués du Comité international olympique pour décrocher l'organisation de la compétition en 2016.

## Engagement climatique
Début 2021, le CIO annonce vouloir diminuer de 30 % ses émissions carbone d'ici à 2024 et de 45 % d'ici à l'horizon 2030. Il indique ainsi que chaque futur comité d'organisation des JO devra intégrer la dimension écologique à ses programmes et donc minimiser l'impact écologique. Thomas Bach justifie cet engagement : « Cet objectif ambitieux permet au CIO de se conformer à l'accord de Paris ».